# Leite evaporado

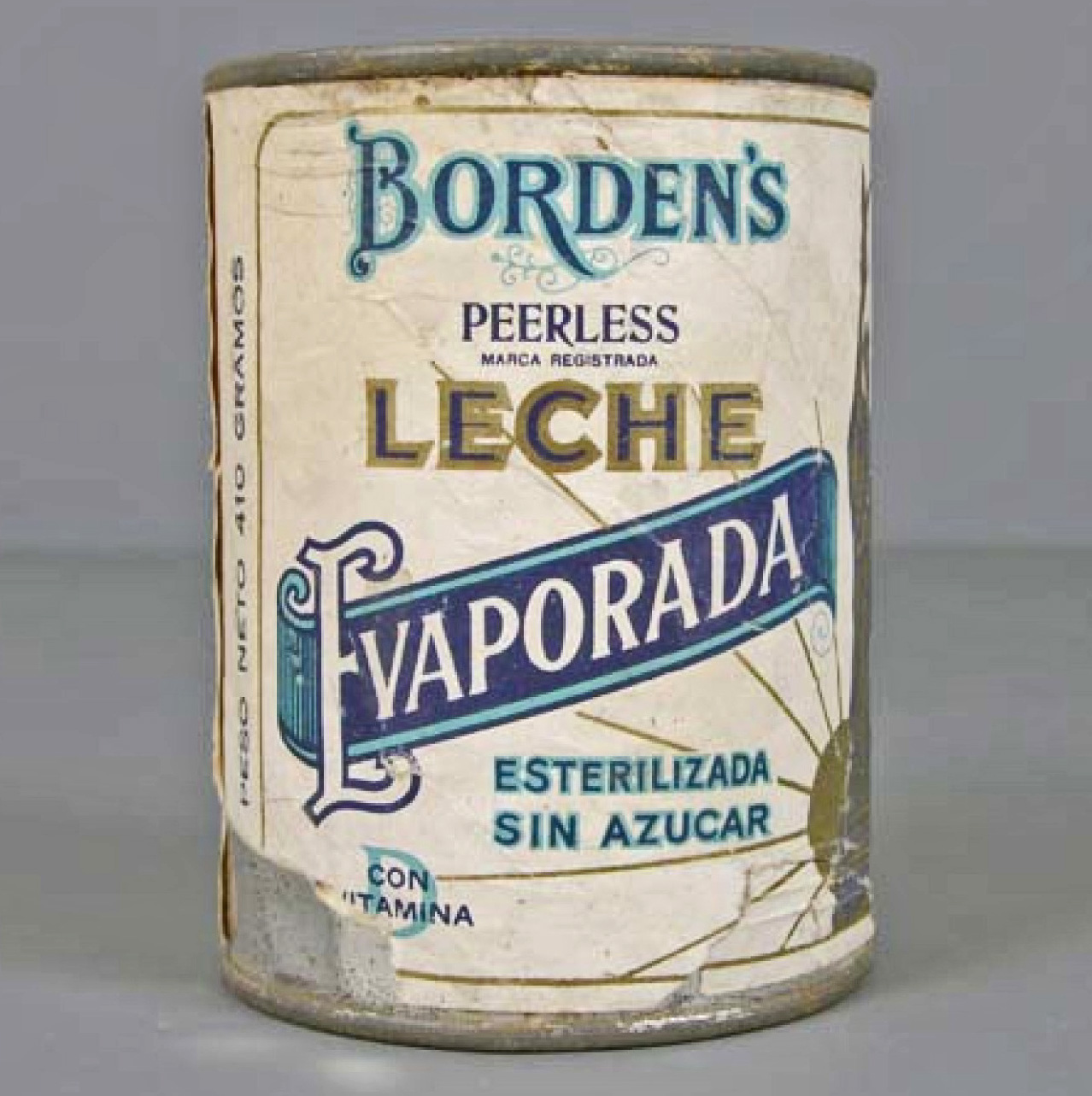
Embalagem de leite evaporado da marca "Borden's" da segunda metade do século XX

O leite evaporado é o leite em que a água foi parcialmente removida por evaporação. Geralmente, é 60% da umidade é retirada para termos o produto.
É distinto do leite condensado por não possuir açúcar na sua composição. É um produto muito usado na culinária do Peru.

## História
Seu surgimento ocorreu a partir da necessidade de facilitar o transporte e o armazenamento do leite. Foi o norte-americano Gail Borden que, tentando desidratá-lo, descobriu que, antes de transformar-se em leite em pó, o produto se transformava em leite condensado. A invenção de Borden, patenteada em 1856, só foi valorizada quando estourou a Guerra Civil Americana, quatro anos depois. Transportando leite em pó e leite vaporizado para as tropas - e depois colocando esses produtos no mercado.